# Operación Linebacker II
La Operación Linebacker II fue una campaña de bombardeos aéreos masivos puesta en marcha por Estados Unidos contra objetivos en la República Democrática de Vietnam (Vietnam del Norte) durante la guerra de Vietnam. Ejecutada por la 7.ª Fuerza Aérea y la Task Force 77 de la Armada de los Estados Unidos, la operación se desarrolló entre el 18 de diciembre y el 29 de diciembre de 1972, doce días de campaña que también recibieron los nombres informales de «incursiones de diciembre» y «bombardeos de Navidad». A diferencia de las anteriores operaciones de bombardeo Rolling Thunder y Linebacker, pretendía ser una campaña de bombardeo de «esfuerzo máximo» que destruyese los principales complejos objetivo en las zonas de Hanói y Hải Phòng, algo que solo podría lograrse con el empleo de los B-52. La operación se convirtió en los mayores ataques aéreos efectuados por Estados Unidos desde la Segunda Guerra Mundial. Linebacker II fue una extensión de los bombardeos de la operación Linebacker desarrollada entre mayo y octubre de 1972, sin embargo en esta ocasión se hicieron modificaciones, al emplearse en mayor número bombarderos pesados B-52 en detrimento de aviones tácticos más pequeños. 
Los B-52 lanzaron 15 327 toneladas de bombas en 741 vuelos sobre Vietnam del Norte, a lo que deben añadirse las 5000 toneladas de bombas lanzadas por cazabombarderos. Durante la campaña se realizaron 212 salidas adicionales de B-52 para apoyar las operaciones terrestres en Vietnam del Sur. Vietnam del Norte sufrió graves daños en su infraestructura y Estados Unidos celebró el varapalo que sus bombardeos habían provocado en la capacidad industrial del país, aunque otras fuentes, como el periodista Bob Woodward sostienen que a pesar de la euforia oficial, Nixon y su gobierno pensaban que los ataques no habían logrado «nada de nada». Por su parte el gobierno de Vietnam del Norte, sus aliados e incluso algunos países occidentales, como Australia, alineados con EE. UU. criticaron o denunciaron los bombardeos. Vietnam del Norte denunció «que Estados Unidos había bombardeado hospitales, escuelas y zonas residenciales, cometiendo crímenes bárbaros contra nuestro pueblo».
Menos de un mes después, el 27 de enero de 1973, se firmaron los acuerdos de paz de París.